# 577
577 (DLXXVII) var ett normalår som började en fredag i den julianska kalendern.

## Händelser

### Okänt datum
- Eutychius blir återigen patriark av Konstantinopel efter Johannes III Scholasticus.
- Den västsaxiska erövringen av Severn-dalen påbörjas.

## Födda
- Agatho, påve 678–681 (född omkring detta år).

## Avlidna
- Lu Lingxuan, politiskt inflytelserik kinesisk amma och gunstling.
- Aminah bint Wahb, Muhammeds mor.